# Plaza de Toros de Tovar
La plaza de toros "Coliseo el Llano" de Tovar es una pequeña plaza de toros de Venezuela ubicada en la ciudad de Tovar, llamada la "Sevilla de los Andes venezolanos y ubicada en el estado Mérida.
Diseñada por el creativo arquitecto Claudio Corredor Muller, nacido en 1945 y fallecido en 1992, se encuentra sobre una superficie de 12.500 m², formando un polígono de 32 lados. Cuenta con un aforo cercano a los 7.075 espectadores cómodamente sentados, pero ha llegado a tener cerca de los 9.000 en eventos como la alternativa del torero de patio Rafael Ramírez Orellana, conocido como Rafael Orellana.

## Arquitectura
Su característica más notable es su techo octogonal en fibra de vidrio a variados colores, situado entre 28 a 30 m de alto, con sistema de cercas cruzadas que descansan sobre 4 torres estructurales de 24 m de alto, con 7 niveles de 100 m² de área. En diámetro total de 80 m y redondel de 36 m de los cuatro grandes soportes o torres.
Las torres fungen como soporte y como oficinas y despachos de entes públicos gubernamentales, así como sede de fundaciones culturales, lo cual lo convierte en un gran centro cultural, se estructura de la siguiente forma:
- Torre Norte: Museo de Arte "José Lorenzo de Alvarado" y la emisora radial "Museo 91.7 fm".

- Torre Este: Conservatorio de Música "Don Emilio Muñoz", sede de la Orquesta Sinfónica Juvenil de Tovar, miembro de la Orquesta Sinfónica del Estado de Mérida.

- Torre Sur: Sede de la Comisión Taurina Municipal de Tovar y de la Prefectura Civil de las Parroquias El Llano y San Francisco, así como la emisora radial "Ciudad 105.5 fm"

- Torre Oeste: recibe el nombre de "Belisario Gallegos", sede de oficinas de la Gobernación del estado Mérida.

De igual manera debajo de las graderías funcionan diversas instituciones como: un cafetín, el Gimnasio de Fuerza, dos salones de uso múltiples, la cinemateca, el Museo Histórico Taurino de Tovar, la Academia Taurina de Tovar, la sede de la Oficina de relaciones interinstitucionales para el Valle del Mocotíes de la Gobernación del estado Mérida, un consultorio popular de la Misión "Barrio Adentro" y las caballerizas de la Equinoterapía "Simón Bolívar".
Es la única plaza de toros techada de Venezuela, la segunda en América y la tercera en el mundo, según el orden de construcción, pues en la actualidad se reportan más de 5 semejantes.

## Complejo Deportivo, Cultural y Recreacional “Jesús Rondón Nucete”
Complejo Deportivo, Cultural y Recreacional “Jesús Rondón Nucete”: es un espacio multidisciplinario de 5 hectáreas dedicado a la recreación, el esparcimiento, la actividad deportiva, el desarrollo de la cultura, la educación y las artes, construido en los terrenos del antiguo Colegio Católico "Padre Arias", conocido hasta 2018 bajo el nombre de "Claudio Corredor Müller" cuando fue cambiado bajo el epónimo de "Jesús Rondón Nucete" dirigente político y exgobernador del estado Mérida quien ordenara bajo su mandato la construcción de dicho recinto, reconocimiento dado en vida por el gobernador Ramón Enrique Guevara, en donde tiempo atrás se encontraba la Hacienda El Llano, posee vialidad interna, así como áreas verdes, áreas de servicio y vialidad perimetral que proporcionan cierta comodidad de acceso y circulación.
Está conformado por:
- Estadio Olímpico Municipal “Salomón Hayek”, antiguo estadio Ramón Chiarelli Díaz con tribuna para 3.000 espectadores, pista de atletismo y campo para la práctica de fútbol y rugby.

- Piscina Olímpica “Teresita Izaguirre”: con 8 carriles para el nado olímpico, así como 300 puestos para espectadores, vestíbulos para nadadores y entrenadores, así como baño sauna.

- Casa de Ciencia y Biblioteca de los Niños: actual infocentro y sede de Fundacite-Mérida.

- Anfiteatro "Juan Eduardo Ramírez": con capacidad para 160 personas.

- Liceo Bolivariano "José Nucete Sardi".

- Plaza de Toros de Tovar: también llamada “Coliseo el Llano” con capacidad para 9.000 espectadores.

- Monumento al Toro de Lidia

- Paseo de los Ilustres Tovareños

- Monumento a Johan Santana

## Eventos
Desde su edificación ha sido escenario de diversos eventos artísticos, culturales, deportivos, religiosos y políticos como:
- La Feria Internacional de Tovar en honor a La Patrona Nuestra Señora la Virgen de Regla celebrada cada año en el mes de septiembre.

- Feria Agropecuaria.

- La Corrida de la Municipalidad.

- La Corrida Navideña.

- El Cyonazo.

- Elección y coronación de la Reina de Tovar.

- Elección y coronación de la Niña Primavera.

- Conciertos y presentaciones musicales.

- Entre otros eventos Religiosos, culturales, políticos y deportivos.

### Eventos Taurinos
La Plaza de toros de Tovar es la plaza donde la mayoría de los toreros toman la alternativa tradicionalmente en Venezuela. Se le conoce como la Puerta Taurina de Venezuela, su arena ha sido pisada por los siguientes toreros en su alternativa:
| Fecha                    | País      | Nombre                 | Ganadería           | Ref.        |
| ------------------------ | --------- | ---------------------- | ------------------- | ----------- |
| 10 de septiembre de 1993 | Venezuela | Alonso Díaz            | Los Ramírez         | alternativa |
| 8 de septiembre de 1996  | Venezuela | Alí Trejo              | Los Aranjuez        | alternativa |
| 10 de septiembre de 2005 | Venezuela | Rafael Orellana        | La Cruz del Hierro  | alternativa |
| 7 de septiembre de 2008  | Venezuela | Joseph Currito Ramírez | San José de Bólivar | alternativa |
| 12 de septiembre de 2014 | Venezuela | Tomás Martínez         |                     | alternativa |
| 9 de septiembre de 2016  | Venezuela | Ángel Antonio Ramos    |                     | alternativa |
| 10 de septiembre de 2016 | Venezuela | Cristian Valencia      |                     | alternativa |
| 7 de septiembre de 2018  | Venezuela | Leonardo Buenaño       | Juan Campolargo     | alternativa |

De igual manera se han presentado los rejoneadores Javier Rodríguez, José Luis Rodríguez, Rafa Rodríguez, Francisco Javier Rodríguez, Leonardo Fabio Grisolia y Jorge Hernández Garate (mexicano), así como los Forcados Portugueses Amadores Académicos de Elvas.

### Eventos Musicales
También ha recibido importantes conciertos de artistas como: Caramelos de Cianuro, Jorge Celedón, Pipe Bueno, Silvestre Dangond, Nelson Velasquez, Salserín, Miguel Moli, Chino y Nacho, Guillermo Dávila, Reinaldo Armas, Luis Silva, Scarlett Linares, Los Cuentos de la Cripta, entre otros.